# Olympische Sommerspiele 1952/Teilnehmer (Luxemburg)
| Gelbes Symbol für Goldmedaillen mit stilisierten Olympischen Ringen | Graues Symbol für Silbermedaillen mit stilisierten Olympischen Ringen | Braundes Symbol für Bronzemedaillen mit stilisierten Olympischen Ringen |
| ------------------------------------------------------------------- | --------------------------------------------------------------------- | ----------------------------------------------------------------------- |
| 1                                                                   | —                                                                     | —                                                                       |

Luxemburg nahm an den Olympischen Sommerspielen 1952 in der finnischen Hauptstadt Helsinki mit 44 männlichen Athleten in neun Sportarten teil.
Seit 1900 war es die achte Teilnahme einer luxemburgischen Mannschaft an Olympischen Sommerspielen.

## Medaillengewinner
Mit einer gewonnenen Goldmedaille belegte das luxemburgische Team Platz 27 im Medaillenspiegel.

### Gold
| Name(n)      | Sportart       | Wettkampf  |
| ------------ | -------------- | ---------- |
| Josy Barthel | Leichtathletik | 1500 Meter |

## Teilnehmer nach Sportarten

### Boxen
Halbweltergewicht (bis 63,5 kg)
- Fernand Backes
1. Runde: Freilos
2. Runde: 0:3-Niederlage gegen den Belgier Jean Paternotte

Weltergewicht (bis 67 kg)
- Jean Welter, Jr.
1. Runde: 0:2-Niederlage gegen den Italiener Franco Vescovi

Halbmittelgewicht (bis 71 kg)
- Bruno Mattiussi
1. Runde: 0:3-Niederlage gegen den Italiener Guido Mazzinghi

Mittelgewicht (bis 75 kg)
- Alfred Stuermer
1. Runde: 0:3-Niederlage gegen Boris Nikolow aus Bulgarien

### Fechten
Degen Einzel
- Léon Buck
1. Runde: Freilos
2. Runde, Gruppe 3: mit fünf Siegen (Rang 3) für das Halbfinale qualifiziert
Halbfinale, Gruppe 2: mit fünf Siegen (Rang 5) für das Finale qualifiziert
Finale: sechs Siege, Rang 4

- Émile Gretsch
1. Runde: Freilos
2. Runde, Gruppe 4: mit fünf Siegen (Rang 1) für das Halbfinale qualifiziert
Halbfinale, Gruppe 1: mit zwei Siegen (Rang 7) nicht für das Finale qualifiziert

- Fernand Leischen
1. Runde: Freilos
2. Runde, Gruppe 5: mit zwei Siegen (Rang 8) nicht für das Halbfinale qualifiziert

Degen Mannschaft
- Paul Anen, Léon Buck, Émile Gretsch und Fernand Leischen
1. Runde, Gruppe 5: ein Sieg, Rang 2, für die 2. Runde qualifiziert
8:3-Sieg gegen  Australien / Paul Anen (2), Léon Buck (2), Émile Gretsch (2), Fernand Leischen (2)
2. Runde, Gruppe 1: zwei Siege, Rang 2, für das Halbfinale qualifiziert
4:10-Niederlage gegen  Ungarn / Paul Anen (2), Émile Gretsch (1), Fernand Leischen (1)
9:6-Sieg gegen  Frankreich / Paul Anen (2), Léon Buck (2), Émile Gretsch (2), Fernand Leischen (1)
10:6-Sieg gegen  Finnland / Paul Anen (4), Léon Buck (2), Émile Gretsch (3), Fernand Leischen (1)
Halbfinale, Gruppe 1: ein Sieg, Rang 1, für das Finale qualifiziert
10:5-Sieg gegen  Dänemark / Paul Anen (4), Léon Buck (3), Émile Gretsch (2), Jean-Fernand Leischen (1)
Finale: ohne Sieg, Rang 4
3:13-Niederlage gegen  Schweden / Émile Gretsch (3)
2:12-Niederlage gegen  Italien / Émile Gretsch (1), Fernand Leischen (1)
4:8-Niederlage gegen die  Schweiz / Fernand Leischen (1), Paul Anen (1), Émile Gretsch (2)

### Fußball
- Jules Gales, Fernand Guth, Jean Jaminet, Fernand Lahure, Léon Letsch, François Muller, Victor Nurenberg, Michel Reuter, Joseph Roller, Léon Spartz und Camille Wagner
Vorrunde, am 16. Juli im Lahden kisapuisto in Lahti vor 3.656 Zuschauern: 5:3 n. V. (1:1, 0:1)-Sieg gegen das  Vereinigte Königreich
Torschützen: Roller 1:1 (60. Min.), 2:1 (95.), 3:1 (97.); Letsch 2:1 (91.); 5:2 Gales (102.)
Achtelfinale, am 20. Juli im Kotkan urheilukeskus in Kotka vor 6.776 Zuschauern: 1:2 (0:1)-Niederlage gegen  Brasilien
Torschütze: Gales 1:2 (86.)

### Kanu
Einer-Kajak 1000 m
- Roland Licker
Vorläufe: in Lauf 1 (Rang 7) mit 4:48,1 min nicht für das Finale qualifiziert

Einer-Kajak 10.000 m
- Léon Roth
56:02,9 min (+ 8:40,1 min), Rang 17

Zweier-Kajak 1000 m
- Johnny Lucas und Léon Roth
Vorläufe: in Lauf 2 (Rang 6) mit 4:21,6 min nicht für das Finale qualifiziert

Zweier-Kajak 10.000 m
- Eugène Hanck und Roland Licker
50:08,4 min (+ 5:47,1 min), Rang 18

### Leichtathletik
200 m
- Fred Hammer
Vorläufe: in Lauf 9 (Rang 4) mit 22,4 s (handgestoppt) bzw. 22,63 s (elektronisch) nicht für die Viertelfinalläufe qualifiziert

- Roby Schaeffer
Vorläufe: in Lauf 10 (Rang 3) mit 22,4 s (handgestoppt) bzw. 22,76 s (elektronisch) nicht für die Viertelfinalläufe qualifiziert

400 m
- Jean Hamilius
Vorläufe: in Lauf 9 (Rang 6) mit 50,3 s (handgestoppt) bzw. 50,75 s (elektronisch) nicht für die Viertelfinalläufe qualifiziert

- Fred Hammer
Vorläufe: in Lauf 12 (Rang 6) mit 49,6 s (handgestoppt) bzw. 49,90 s (elektronisch) nicht für die Viertelfinalläufe qualifiziert

- Gérard Rasquin
Vorläufe: in Lauf 2 (Rang 4) mit 50,0 s (handgestoppt) bzw. 50,12 s (elektronisch) nicht für die Viertelfinalläufe qualifiziert

1500 m
- Josy Barthel
Vorläufe: in Lauf 1 (Rang 1) mit 3:51,6 min (handgestoppt) bzw. 3:51,75 min (elektronisch) für die Halbfinalläufe qualifiziert
Halbfinale: in Lauf 2 (Rang 1) mit 3:50,4 min (handgestoppt) bzw. 3:50,51 min (elektronisch) für das Finale qualifiziert
Finale: 3:45,2 min (handgestoppt, OR) 3:45,28 min (elektronisch), Rang 1

5000 m
- Paul Frieden
Vorläufe: in Lauf 3 (Rang 13) mit 15:23,2 min nicht für das Finale qualifiziert

110 m Hürden
- Jean Fonck
Vorläufe: in Lauf 6 (Rang 6) mit 16,1 s (handgestoppt) bzw. 16,35 s (elektronisch) nicht für die Halbfinalläufe qualifiziert

400 m Hürden
- Jean Fonck
Vorläufe: in Lauf 1 (Rang 5) mit 57,8 s (handgestoppt) bzw. 57,93 s (elektronisch) nicht für die Viertelfinalläufe qualifiziert

4 × 400 m
- Jean Hamilius, Fred Hammer, Gérard Rasquin und Roby Schaeffer
Vorläufe: in Lauf 1 (Rang 5) mit 3:16,2 min (handgestoppt) bzw. 3:16,38 min (elektronisch) nicht für das Finale qualifiziert

### Radsport
Straßenrennen (190,4 km), Einzelwertung
- Roger Ludwig
5:11:20,0 h (+ 5:16,6 min), Rang 14

- André Moes
5:11:19,0 h (+ 5:15,6 min), Rang 11

- Nicolas Morn
5:26:25,0 h (+ 20:21,6 min), Rang 51

- Jean Schmit
Rennen nicht beendet

Straßenrennen (190,4 km), Mannschaftswertung
- Roger Ludwig, André Moes und Nicolas Morn
15:49:04 h (+ 28:18 min), Rang 7

### Ringen
Griechisch-römischer Stil
Leichtgewicht (bis 67 kg)
- Mathias Scheitler
1. Runde: 0:3-Niederlage gegen Jan Cools aus Belgien
2. Runde: 0:3-Niederlage gegen Kamal Hussain aus Ägypten
Rang 14

Weltergewicht (bis 73 kg)
- Henri Freylinger
1. Runde: 0:3-Niederlage gegen den Libanesen Khalil Taha
2. Runde: 0:3-Niederlage gegen den Österreicher Gottfried Anglberger
Rang 13

Halbschwergewicht (bis 87 kg)
- Josef Schummer
1. Runde: Niederlage gegen Kelpo Gröndahl aus Finnland
2. Runde: Niederlage gegen İsmet Atlı aus der Türkei
Rang 8

### Schwimmen
200 m Brust
- René Kohn
Vorläufe: in Lauf 1 (Rang 6) mit 2:59,3 min nicht für die Halbfinalläufe qualifiziert

### Turnen
Einzelmehrkampf
| Rang | Name           | Punkte je Disziplin | Punkte je Disziplin | Punkte je Disziplin | Punkte je Disziplin | Punkte je Disziplin | Punkte je Disziplin | Punkte total |
| Rang | Name           | Boden               | Sprung              | Barren              | Reck                | Ringe               | Pferd               | Punkte total |
| ---- | -------------- | ------------------- | ------------------- | ------------------- | ------------------- | ------------------- | ------------------- | ------------ |
| 32   | Joseph Stoffel | 17,85               | 18,55               | 18,70               | 18,45               | 18,70               | 18,10               | 110,35       |
| 103  | Armand Huberty | 16,15               | 16,85               | 17,70               | 17,65               | 16,10               | 16,30               | 100,75       |
| 126  | Jean Kugeler   | 14,20               | 17,70               | 17,65               | 16,30               | 17,15               | 14,20               | 97,20        |
| 131  | Marcel Coppin  | 16,15               | 18,35               | 16,05               | 16,10               | 15,70               | 13,70               | 96,05        |
| 134  | Hubert Erang   | 16,70               | 18,15               | 15,85               | 16,00               | 15,20               | 13,80               | 95,70        |
| 163  | René Schroeder | 15,20               | 16,45               | 15,45               | 16,20               | 16,40               | 8,25                | 87,95        |

Mannschaftsmehrkampf
- Marcel Coppin, Hubert Erang, Armand Huberty, Jean Kugeler, René Schroeder und Josy Stoffel
503,25 Punkte, Rang 18